# SummerSlam (2008)
SummerSlam 2008 fue la vigesimaprimera edición de SummerSlam, un evento pago por visión de lucha libre profesional realizado por la World Wrestling Entertainment. Tuvo lugar el 17 de agosto del 2008 desde el Conseco Fieldhouse en Indianápolis, Indiana. El tema oficial del evento fue "Ready to Roll" de Jet Black Stare. Este fue el primer pago por visión de la era TV-PG en WWE.

## Argumento
La rivalidad principal fue entre Edge y The Undertaker cuando Undertaker ganó una Elimination Chamber match en No Way Out en la que el ganador enfrentaría a Edge el campeón Mundial Pesado. En Wrestlemania XXIV peleó y derrotó a Edge ganando su segundo campeonato Mundial Pesado, Después de eso se enfrentaron en 3 PPVs más (Backlash, Judgement Day, y One night Stand: Extreme Rules) en la última perdiendo en un TLC Match, por lo que fue expulsado de la WWE (Kayfabe). El 18 de julio en SmackDown, Edge y Gerente General Vickie Guerrero celebraron su boda. Durante la cual Triple H llegó para insultarlos y mencionarles la infidelidad de Edge con Alicia Fox hacia Vickie lo que causó el enojo de Guerrero. lo que calentó aún más la lucha entre ambos en The Great American Bash por el Campeonato de la WWE la cual perdió Edge. A pesar de la disculpa de Edge el 25 de julio en SmackDown, Guerrero anunció que había reincorporado a The Undertaker y anunció que enfrentará a Edge en SummerSlam en un Hell in a Cell. Durante las semanas previas al combate, después de pedir consejo a Mick Foley, Edge atacó a los miembros de La Familia y atormentó a Vickie como muestra del carácter agresivo y loco que debía tener en el combate.
La rivalidad Principal de RAW fue entre Batista y John Cena. en la edición del 21 de julio de RAW Batista y Punk se enfrentaron por el World Heavyweight championship en la cual JBL intento interferir pero fue espantado por Cena. cuando Cena intento atacarlo este lo esquivo y atacó accidentalmente a Batista por lo que Batista ganó por DQ y Punk Retuvo su título. después de lo ocurrido Batista atacó a Cena sin piedad hasta que los árbitros lograron calmarlos. La siguiente semana Batista dijo que no tenía ningún problema con Cena solo que no lo esperaba de él. Esa misma noche derrotaron a JBL y Kane. por lo que obtuvieron una oportunidad por los Campeonatos Mundiales en Parejas de Cody Rhodes y Ted Dibiase lucha que ganaron, aunque Rhodes y Dibiase exigieron su revancha titular lucha que perdieron por la traición de Batista quien cambió a heel, luego el RAW General Manager Mike Adamle pactó una lucha entre ellos.
La pelea principal de la marca ECW fue entre Mark Henry y Matt Hardy por el Campeonato de la ECW. En el 22 de julio episodio de ECW, Hardy ganó el derecho de enfrentar a Henry en SummerSlam, después de ganar un Fatal Four-Way match contra Finlay, The Miz y John Morrison.
Otra lucha principal de RAW fue la de CM Punk contra JBL por el WWE World Heavyweight Championship. JBL se nombró el Contendiente N.º 1 al título luego de derrotar a Punk en un Handicap Match, lucha que también contó con Chris Jericho como socio de JBL.
Otra lucha principal de Smackdown fue entre Triple H y The Great Khali cuando el 25 de julio en Smackdown ganó un Battle Royal en la cual el ganador recibiría una oportunidad por el WWE Championship lucha que también contó con Umaga, Jeff Hardy, Mr. Kennedy, The Big Show y MVP.

## Recepción
The Sun calificó al evento con un 9 de 10 destacando el Hell in a Cell Match, el segmento entre Shawn Michaels y Chris Jericho y la lucha entre Batista y John Cena, Canadian Online Explorer calificando el evento con 6,5 estrellas de 10, destacando la Hell in a Cell match con 9,5 estrelas sobre 10, la lucha entre Batista y John Cena con 6,5 estrellas de 10

## Resultados
- Dark match: The Big Show derrotó a Bam Neely (con Chavo Guerrero) (2:18)
  - Big Show cubrió a Neely.
- Montel Vontavious Porter derrotó a Jeff Hardy (10:12)
  - MVP cubrió a Jeff después de un "Drive-By Kick".
- Santino Marella & Beth Phoenix derrotaron a Kofi Kingston & Mickie James ganando el Campeonato Intercontinental y el Campeonato Femenino de la WWE respectivamente (5:39)
  - Phoenix cubrió a James tras un "Glam Slam".
- Matt Hardy derrotó al Campeón de la ECW Mark Henry (con Tony Atlas) por descalificación (0:30)
  - Henry fue descalificado después de que Tony Atlas interfiriera.
  - Tras el combate, Jeff Hardy interfirió aplicando un "Swanton Bomb" a Atlas.
  - Como consecuencia, Henry retuvo el Campeonato de la ECW.

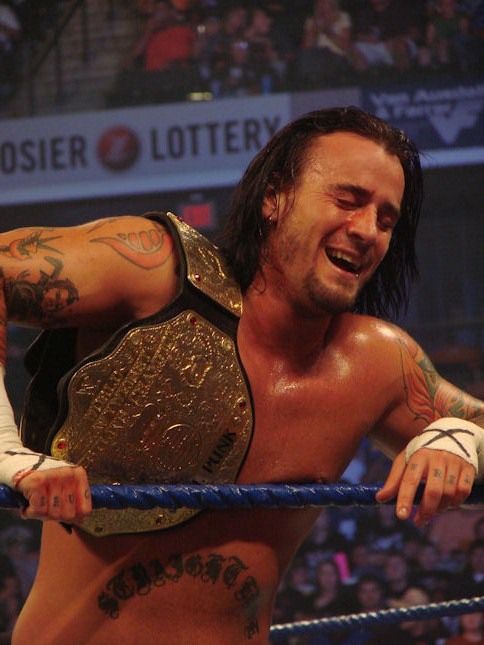
CM Punk como Campeón Mundial Peso Pesado de la WWE en SummerSlam.

- CM Punk derrotó a John "Bradshaw" Layfield reteniendo el Campeonato Mundial Peso Pesado (11:52)
  - Punk cubrió a JBL tras aplicarle un "Go To Sleep".
- Triple H derrotó a The Great Khali reteniendo el Campeonato de la WWE (10:00)
  - HHH cubrió a Khali tras aplicarle un "Pedigree".
- Batista derrotó a John Cena (13:43)
  - Batista cubrió a Cena tras aplicarle un "Batista Bomb".
  - Durante el combate Cena sufrió un hernia discal cuando Batista lo recibió con un "Batista Bomb" al intentar Cena un "Top-Rope Leg Drop"
- The Undertaker derrotó a Edge en un Hell in a Cell match (26:41)
  - Undertaker cubrió a Edge tras aplicarle una "Tombstone Piledriver".
  - Después de la lucha, Undertaker aplicó una "Chokeslam" a Edge desde lo alto de una escalera y a través del ring. Posteriormente prendió fuego (Kayfabe) al sitio donde se encontraba Edge.

## Otros roles
Comentaristas de RAW
- Jerry Lawler
- Michael Cole

Comentaristas de SmackDown!
- Jim Ross
- Tazz

Comentaristas de ECW
- Todd Grisham
- Matt Striker

Comentaristas en Español
- Carlos Cabrera
- Hugo Savinovich

Anunciadora de RAW
- Lilian García

Anunciador de SmackDown!
- Justin Roberts

Anunciador de ECW
- Tony Chimel

Árbitros de RAW
- Mike Chioda
- Marty Elias
- John Cone

Árbitros de SmackDown!
- Scott Armstrong
- Mickie Henson
- Charles Robinson